# Clarence Bruce
Clarence Napier Bruce (2 août 1885 - 4 octobre 1957) est un officier militaire britannique, joueur de cricket, de courte paume et également un excellent golfeur. Il est le deuxième fils de Henry Bruce (2e baron Aberdare). Il a pour titre celui de 3e baron Aberdare.

## Biographie
Il fait ses études à Twyford School, au Winchester College et au New College, Oxford et est admis comme avocat à Inner Temple ; cependant, lorsque la Première Guerre mondiale éclate, il décide d'entrer dans l'armée britannique. Son frère aîné est tué au combat en 1914, faisant de lui l'héritier de la baronnie de son père.
Lord Aberdare, qui passe au grade de capitaine (et devient colonel honoraire) pendant la Première Guerre mondiale, sert dans le Glamorgan Yeomanry, la 2e Life Guards, le quartier général de la 61e (2e South Midland) Division et dans le régiment de mitrailleuses de la Garde. En 1919, immédiatement après l'armistice, il est promu capitaine. Il hérite de la baronnie en 1929. Il sert comme colonel honoraire de la 77e (plus tard 282e) (Welsh) Heavy AA Brigade, RA de 1930 à 1952; au cours de cette période, il est major du 11e bataillon, Surrey Home Guards pendant la Seconde Guerre mondiale. Entre les deux guerres mondiales, il est un joueur de courte paume (real tennis) actif. Bruce est champion amateur des États-Unis en 1930 et des îles britanniques en 1932 et 1938. Il joue dix-huit fois pour la Grande-Bretagne dans la Coupe Bathurst et remporte six fois la Coupe de Paris. Il remporte le prix d'or du MCC à cinq reprises et neuf fois le prix d'argent.
En 1937, il est nommé président du National Fitness Council, la première tentative d'un Conseil des sports en Angleterre. Il met en place 22 comités régionaux pour l'aider à promouvoir une population en forme. Il est financé par le ministère de l'Éducation et fournit des subventions en capital pour de nouvelles installations et d'autres subventions pour aider à la formation de joueurs et de dirigeants. Il a deux ans difficiles avant d'être dissous en octobre 1939. En absorbant le Comité des organisations juvéniles et ses comités locaux, il s'aliène beaucoup de ceux qui avaient travaillé à combler le fossé entre les loisirs fournis à l'école et la communauté dans son ensemble (groupe d'âge 14-20 ans). 
Simultanément, il joue un rôle actif dans l'organisation des Jeux olympiques, siégeant au Comité international olympique et au comité d'organisation des Jeux olympiques d'été de 1948 à Londres . Il joue un rôle clé dans la décision d'envoyer des athlètes britanniques aux Jeux Olympiques de 1936, affirmant que "ses collègues n'avaient jamais entendu parler d'un cas authentique d'un athlète olympique boycotté ou empêché en raison de son origine non aryenne", ceci malgré l'antisémitisme ouvertement déclaré de l'Allemagne nazie. Il sert dans de nombreux clubs d'éducation physique et sportifs, et est membre de la New College Society. En 1948, il est créé Chevalier de l'Ordre de Saint-Jean de Jérusalem et Commandeur de l'Ordre de l'Empire britannique un an plus tard. En 1954, il est Chevalier Grand-Croix de l'Ordre de l'Empire britannique.
La première épouse d'Aberdare, née Margaret Bethune Black, est décédée le 8 février 1950. Le 12 septembre 1957, Aberdare se remarie à l'actrice Griselda Hervey. Le couple se rend en voiture pour assister à la 53e session du CIO à Sofia, du 23 au 28 septembre. Une fois la réunion du CIO terminée, Aberdare et Griselda commencent à rentrer chez eux à travers la Yougoslavie dans le cadre de leur lune de miel. Le 4 octobre 1957, leur voiture quitte la route près de Risan et tombe dans la mer. Aberdare, 72 ans, se noie et Griselda, sa femme, 56 ans, est blessée. Le rapatriement du corps de Lord Aberdare est organisé par Sir John Lambert à l'ambassade du Royaume-Uni à Belgrade: comme les cercueils ne sont pas autorisés sur les vols passagers, Lambert cache le corps d'Aberdare parmi les violoncelles de l'Orchestre symphonique de Minneapolis.